# Aifa Azman
Aifa Azman (* 18. Dezember 2001 in Kedah) ist eine malaysische Squashspielerin.

## Karriere
Aifa Azman spielte erstmals im Jahr 2017 auf der PSA World Tour und gewann bislang elf Titel. Ihre höchste Platzierung in der Weltrangliste erreichte sie mit Rang 21 am 21. November 2022. Bei den Südostasienspielen 2017 gehörte sie zum malaysischen Aufgebot und gewann mit der Mannschaft die Goldmedaille. Bei den Asienspielen 2018 gewann sie mit der Mannschaft die Bronzemedaille. Im selben Jahr nahm sie mit der Mannschaft an der Weltmeisterschaft teil und gehörte auch 2022 und 2024 zum Kader. 2021 wurde sie mit der Mannschaft Asienmeisterin. Im August 2022 sicherte sich Azman bei den Commonwealth Games in Birmingham im Doppel mit Rachel Arnold die Bronzemedaille. Bei den 2023 ausgetragenen Asienspielen 2022 in Hangzhou gewann sie im Mixed mit Mohd Syafiq Kamal die Silber- und mit der Mannschaft die Goldmedaille. 2024 gewann Azman zum zweiten Mal mit der Mannschaft die Asienmeisterschaften. Mit ihrer Schwester Aira sicherte sie sich 2024 außerdem den Titelgewinn bei den Asienmeisterschaften im Doppel.
Auch ihre Schwester Aika ist Squashspielerin.

## Erfolge
- Asienmeisterin mit der Mannschaft: 2021, 2024
- Asienmeisterin im Doppel: 2024
- Gewonnene PSA-Titel: 11
- Asienspiele: 1 × Gold (Mannschaft 2022), 1 × Silber (Mixed 2022), 1 × Bronze (Mannschaft 2018)
- Commonwealth Games: 1 × Bronze (Doppel 2022)